# Tavernes de la Valldigna
Tavernes de la Valldigna és un municipi del País Valencià situat a la comarca de la Safor, dins de la subcomarca de la Valldigna, de la qual és la capital. També és coneguda com la Vall de Tavernes o la Vall.

## Història
La Valldigna ha estat poblada des de fa molts anys. En el terme municipal hi ha restes arqueològiques que permeten afirmar que ja hi va existir presència humana des del Paleolític mitjà, com ho testifiquen les troballes en la cova del Bolomor (de 350.000 anys, les restes humanes més antigues trobades al País Valencià). Hi ha, així mateix, restes del Mesolític en la cova del Vell, les troballes eneolítiques en la cova de la Carta i vestigis de l'edat del bronze en la cova del Bolomor de Dalt, en la dels Castellets i en la penya del Migdia.
Durant l'època musulmana, al terme de Tavernes hi havia diverses alqueries morisques, com ara l'Alcudiola, Maçalalí, Gebalsogra (que significa 'muntanya menor') i Gebalcobra ('muntanya major'). Estes dos últimes alqueries eren anomenades pels cristians l'Ombria i la Taverna, respectivament. Existia, també, un poblat cristià al peu de la marjal, al sud del terme, anomenat el Ràfol, el qual es trobava protegit per una muralla. Dins la Vall d'Alfàndec va ser constituïda parròquia independent l'any 1535. L'expulsió dels moriscs l'any 1609 va provocar un notable descens demogràfic, per la qual cosa es va concedir una nova carta de poblament als pobladors cristians. Alguns d'eixos llogarets van quedar abandonats arran de l'expulsió.
En desembre de l'any 1916 el rei Alfons XIII va concedir a Tavernes el títol de ciutat.
El 1996 fou l'epicentre de la Gota freda de 1996 al País Valencià.

## Geografia
Localitzada al NE de la comarca de la Safor, a 56 km de València, a 142 km de Castelló de la Plana, a 127 km d'Alacant, a 16 km de Gandia i a 20 km d'Alzira. Està situada en la part est de la Valldigna. Al nord, s'hi troba la vall del Massalari i la serra de les Agulles, amb l'alt de les Creus (540 m) i el puntal del Massalari (598 m) com a cims més destacats; mentre que al sud s'hi troba el massís del Mondúber. Pel centre del terme (la foia baixa), circula el riu Vaca (el qual limita amb la ciutat de Tavernes pel sud) i el barranc del Vadell, que alimenten la marjal de la Safor junt amb altres rius. Té una altitud de 15 metres sobre el nivell del mar, i conté excel·lents platges.
- Nord: Cullera, Favara
- Sud: Xeraco
- Est: mar Mediterrani
- Oest: Benifairó de la Valldigna, Alzira

## Política i govern

### Composició de la corporació municipal
El Ple de l'Ajuntament està format per 17 regidors. En les eleccions municipals de 28 de maig de 2023 foren elegits 8 regidors del Partit Popular (PP), 5 del Partit Socialista del País Valencià (PSPV-PSOE), 3 d'Acord per Guanyar (Compromís) i 1 d'EUPV: Endavant.
| Eleccions municipals de 28 de maig de 2023 - Tavernes de la Valldigna                                                            |                                                          |                                     |                                     |         |           |          |
| Candidatura | Candidatura                                              | Candidatura                         | Cap de llista                       | Vots    | Vots      | Regidors |
| | Partit Popular                                           |                                     | Eva Palomares Ferrer                | 3.686   | 39,58%    | 8 (+4)   |
| | Partit Socialista del País Valencià-PSOE                 |                                     | Lara Romero Giner                   | 2.467   | 26,49%    | 5 (+3)   |
| | Acord per Guanyar-Compromís per Tavernes de la Valldigna |                                     | Josep Llàcer i Gandia               | 1.793   | 19,25%    | 3 (-5)   |
| | EUPV: Endavant                                           |                                     | Zeus Grau Franco                    | 693     | 7,44%     | 1 ()     |
| | Vots en blanc                                            |                                     |                                     | 99      | 1.06 %    |          |
| Total vots vàlids i regidors | Total vots vàlids i regidors                             | Total vots vàlids i regidors        | Total vots vàlids i regidors        | 9.429   | 100 %     | 17       |
| | Vots nuls                                                | Vots nuls                           | Vots nuls                           | 166     | 1.23 %    |          |
| Participació (vots vàlids més nuls)                                                                                              | Participació (vots vàlids més nuls)                      | Participació (vots vàlids més nuls) | Participació (vots vàlids més nuls) | 9.294   | 70,76%**  |          |
| Abstenció | Abstenció                                                | Abstenció                           | Abstenció                           | 3.896*  | 29.23 %** |          |
| Total cens electoral | Total cens electoral                                     | Total cens electoral                | Total cens electoral                | 13.540* | 100 %**   |          |
| Alcalde: Lara Romero Giner (PSPV-PSOE) Per ser la llista més votada, després de no haver obtingut majoria absoluta dels regidors |                                                          |                                     |                                     |         |           |          |
| Fonts: (* No són vots sinó electors. ** Percentatge respecte del cens electoral.)                                                |                                                          |                                     |                                     |         |           |          |

### Alcaldes
Des de 2023 l'alcaldessa de Tavernes de la Valldigna és Lara Romero Giner de PSPV-PSOE.
| Període                       | Alcalde o alcaldessa                      | Partit polític | Data de possessió     | Observacions        |
| ----------------------------- | ----------------------------------------- | -------------- | --------------------- | ------------------- |
| 1979–1983                     | Eduardo Boronad Sala                      | PCE            | 19/04/1979            | --                  |
| 1983–1987                     | Eduardo Bononad Sala                      | PCE-PCPV       | 28/05/1983            | --                  |
| 1987–1991                     | José Escrihuela Vidal                     | PSPV-PSOE      | 30/06/1987            | --                  |
| 1991–1995                     | Joaquín Altur Grau                        | EUPV           | 15/06/1991            | --                  |
| 1995–1999                     | Eugenio Pérez Mifsud                      | PP             | 17/06/1995            | --                  |
| 1999–2003                     | Eugenio Pérez Mifsud                      | PP             | 03/07/1999            | --                  |
| 2003–2007                     | Eugenio Pérez Mifsud                      | PP             | 14/06/2003            | --                  |
| 2007–2011                     | Manuel Vidal Almiñana                     | PP             | 16/06/2007            | --                  |
| 2011–2015                     | Jordi Juan Huguet                         | Compromís      | 11/06/2011            | --                  |
| 2015–2019                     | Jordi Juan Huguet                         | Compromís      | 13/06/2015            | --                  |
| 2019-2023                     | Jordi Juan Huguet Sergi González Frasquet | Compromís      | 15/06/2019 05/07/2019 | Incompatibilitat -- |
| Des de 2023                   | Lara Romero Giner                         | PSP-PSOE       | 14/06/2023            | --                  |
| Fonts: Generalitat Valenciana |                                           |                |                       |                     |

## Monuments

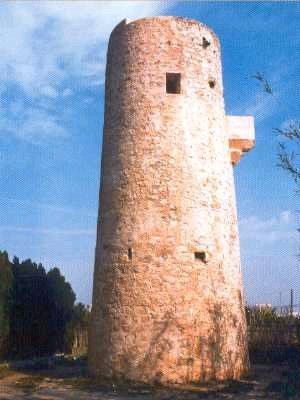
Torre de Guaita

L'església parroquial de Sant Pere és un monument declarat bé de rellevància local; se situa pràcticament al centre del nucli urbà de Tavernes. Va ser sufragània de la parròquia de Ràfol d'Alfàndec, fins a 1535, en què va ser declarada independent. La seua façana ha estat restaurada i hi destaca el rellotge de sol i la porta lateral orientada cap al monestir de la Valldigna.
Prop de l'entrada principal de la platja s'alça la torre de Guaita (segle xvii), declarada bé d'interés cultural; és condicionada actualment com a zona d'esplai. El rei Felip II va encarregar la seua construcció l'any 1575, es va utilitzar com a sistema de vigilància de costes, ja que consta d'una alçada de 15 metres, i tenia com a fi protegir la zona d'atacs de corsaris i de pirates.
Altres BIC que es localitzen al terme de Tavernes són el castell de Tavernes, monument popularment conegut com «els castellets» i els Escuts del Molló.
Molí Vell de Pla, la seua construcció es fixa entre el segle XVII i principis del segle XVIII. Aquest està situat al camí del Pla, i s'utilitzava com a molí hidràulic que aprofitant el cabal de l'aigua s'usava per al procés d'elaboració de la farina o blanqueig de l'arròs. Hui en dia, es conserva la major part de l'edifici amb la tipologia original. Del segle xvii que va pertànyer al senyoriu de Santa Maria de Valldigna
Hi ha diferents monuments declarats béns de rellevància local, com l'ermita del Crist del Calvari, de 1874 l'antic hospital de Sant Roc, l'edifici de l'ajuntament i l'església parroquial de Sant Josep, una ermita reconvertida en parròquia en 1953.

## Llocs d'interés
Tavernes de la Valldigna disposa de dos platges d'arena (la platja de Tavernes i la platja de la Goleta), amb sis quilòmetres totals de costa, i motes encara visibles. Tenen un caràcter familiar molt marcat. Durant l'estiu, s'hi realitzen una gran quantitat d'activitats esportives i culturals (com el festival Sete Sóis Sete Luas), destinades a persones de totes les edats. Esta zona disposa de restaurants on es poden degustar els menjars típics. Actualment, la platja de Tavernes de la Valldigna disposa del distintiu de la bandera blava.
En les zones pròximes a la platja, és possible també fer visites de caràcter mediambiental, concretament als ullals Grans, de les Penyetes i del Gat (brolladors naturals d'aigua amb vegetació de marjal) i a la desembocadura del riu Vaca, en el límit amb el terme municipal de Xeraco, on es poden observar tota mena d'aus aquàtiques.

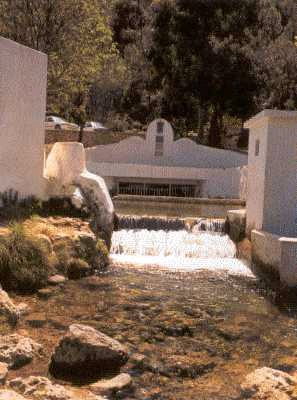
Clot de la Font

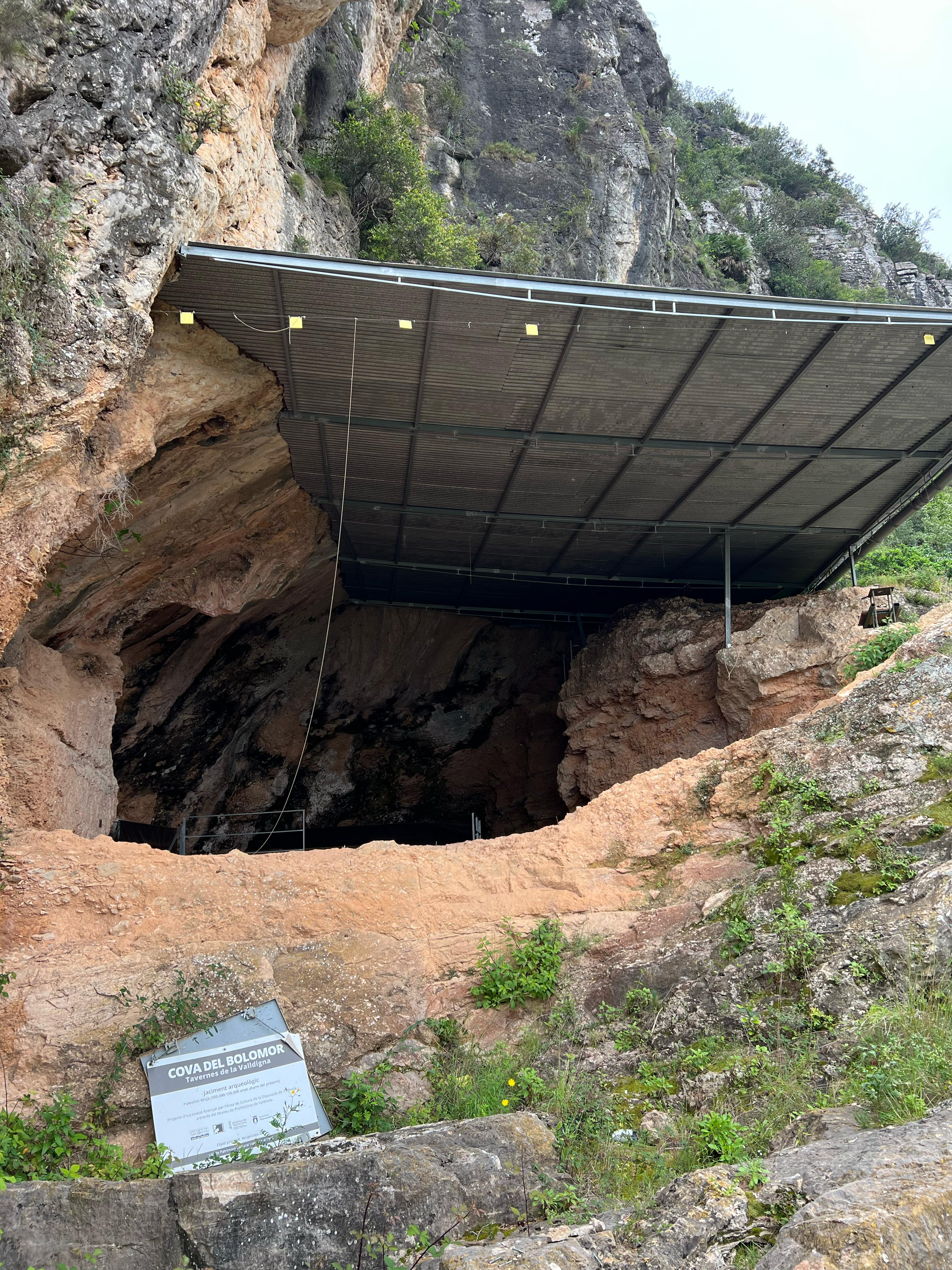
Cova del bolomor

El jaciment de la cova del Bolomor està situat en l'extremitat septentrional del massís del Mondúber, en les muntanyes de l'Ombria, a dos quilòmetres de la població de Tavernes. Ocupa una cavitat d'uns cinc-cents metres quadrats en una altura de cent metres sobre el nivell de la vall. El jaciment es va donar a conéixer per Joan Vilanova i Piera, l'any 1868. Els nivells arqueològics de Bolomor, amb una gran potència estratigràfica de més de 10 metres, formen la més antiga seqüència sedimentària de restes faunístiques i industrials i per a l'establiment d'una periodicitat paleoclimàtica que explica els canvis ambientals de bona part del Quaternari. El Bolomor prova com eren les primitives comunitats de pobladors que van desenvolupar les seues activitats econòmiques i formes de vida en les planes litorals valencianes. Elements importants del jaciment del Bolomor són la troballa de restes humanes, un molar de 130.000 anys d'antiguitat, i la presència de fogueres, que constituïxen les primeres activitats de domesticació del foc conegudes a la península Ibèrica.
A més de l'esmentada torre de Guaita, un paratge prou freqüentat és la font del Clot de la Font, a 2 km del nucli urbà, situada a peu de la muntanya de l'Ombria. Altres llocs d'interés són l'ermita de Sant Llorenç (té el seu origen a l'antic poblat d'Alcudiola), al racó de Joana, i el mirador, ambdós situats a mitja ascensió de la muntanya de les Creus, al nord-est de la ciutat.

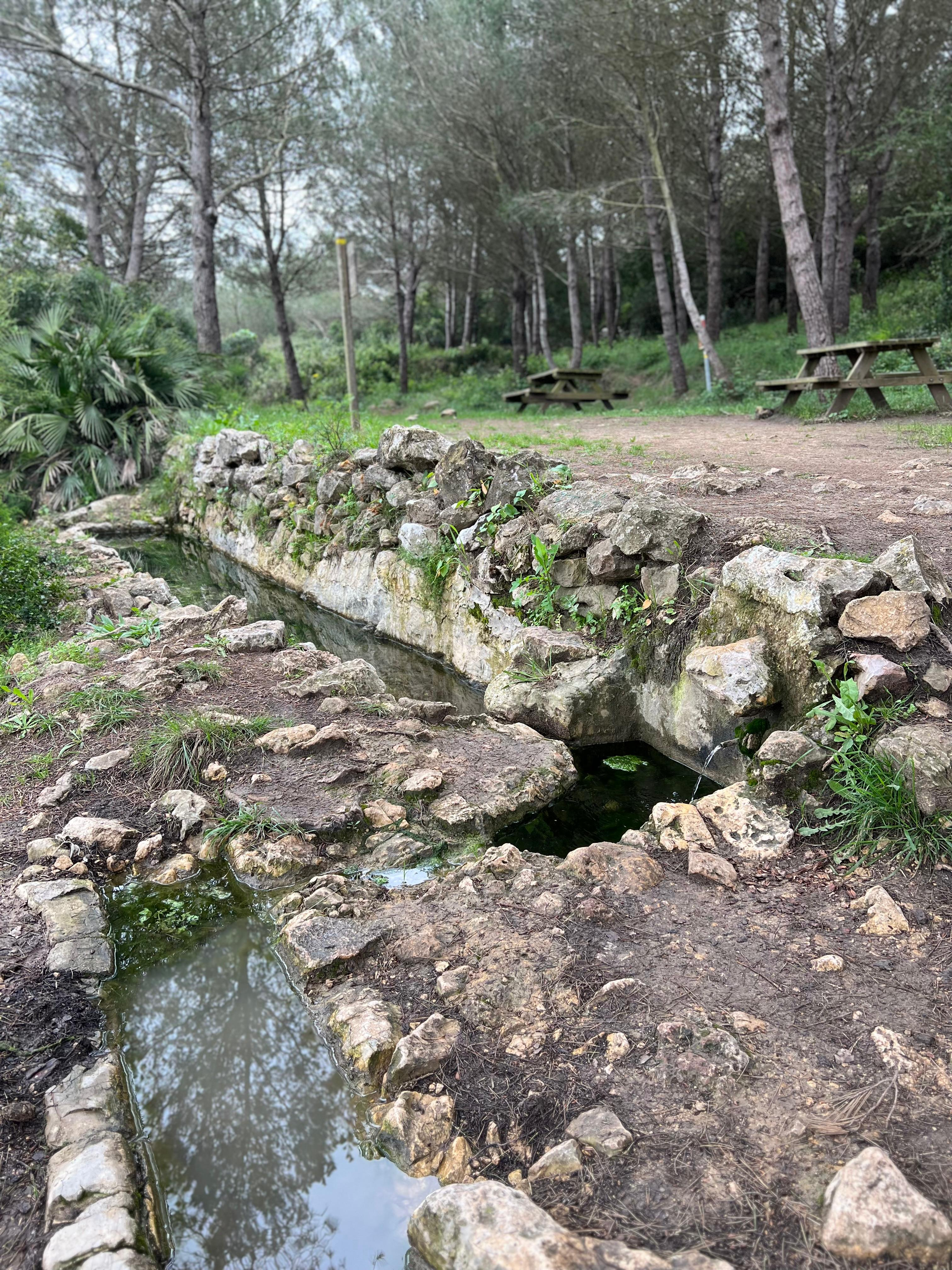
Font de Sangonera, Tavernes de la Valldigna

A Tavernes també és possible fer senderisme, ja que hi ha diversos camins habilitats i senyalitzats per a eixa activitat. Un recorregut bastant utilitza pels vallers és l'ascens a la muntanya de les Creus, a uns 560 metres d'altitud sobre el nivell del mar. Existix, a més, la tradició d'ascendir a esta muntanya a peu cada 1 de maig. Des del cim, en dies clars, es pot ataüllar València, Eivissa i més enllà de Dénia. Altres llocs per a practicar senderisme són la font de la Sangonera i la muntanya de l'Ombria.
Al terme municipal de Tavernes hi ha quatre LIC (lloc d'importància comunitària), fet que dona fe de la diversitat d'hàbitats presents en la zona. Són els següents:
- Marjal de la Safor
- Dunes de la Safor
- Serres del Mondúber i de la Marxuquera
- Serra de Corbera

## Demografia
Segons el cens de l'Institut Nacional d'Estadística (INE), Tavernes tenia l'1 de gener de 2014 17.822 habitants.

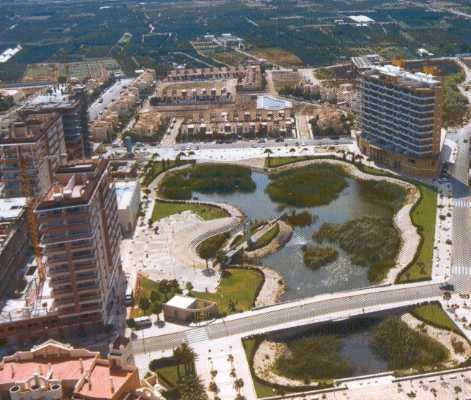
Platja de la Goleta

| Evolució demogràfica de Tavernes de la Valldigna | Evolució demogràfica de Tavernes de la Valldigna | Evolució demogràfica de Tavernes de la Valldigna | Evolució demogràfica de Tavernes de la Valldigna | Evolució demogràfica de Tavernes de la Valldigna | Evolució demogràfica de Tavernes de la Valldigna | Evolució demogràfica de Tavernes de la Valldigna | Evolució demogràfica de Tavernes de la Valldigna | Evolució demogràfica de Tavernes de la Valldigna | Evolució demogràfica de Tavernes de la Valldigna | Evolució demogràfica de Tavernes de la Valldigna | Evolució demogràfica de Tavernes de la Valldigna | Evolució demogràfica de Tavernes de la Valldigna | Evolució demogràfica de Tavernes de la Valldigna | Evolució demogràfica de Tavernes de la Valldigna | Evolució demogràfica de Tavernes de la Valldigna | Evolució demogràfica de Tavernes de la Valldigna | Evolució demogràfica de Tavernes de la Valldigna | Evolució demogràfica de Tavernes de la Valldigna | Evolució demogràfica de Tavernes de la Valldigna | Evolució demogràfica de Tavernes de la Valldigna |        |
| 1787                                             | 1842                                             | 1860                                             | 1877                                             | 1887                                             | 1900                                             | 1910                                             | 1920                                             | 1930                                             | 1940                                             | 1950                                             | 1960                                             | 1970                                             | 1981                                             | 1991                                             | 1996                                             | 2001                                             | 2006                                             | 2008                                             | 2010                                             | 2012                                             | 2014   |
| ------------------------------------------------ | ------------------------------------------------ | ------------------------------------------------ | ------------------------------------------------ | ------------------------------------------------ | ------------------------------------------------ | ------------------------------------------------ | ------------------------------------------------ | ------------------------------------------------ | ------------------------------------------------ | ------------------------------------------------ | ------------------------------------------------ | ------------------------------------------------ | ------------------------------------------------ | ------------------------------------------------ | ------------------------------------------------ | ------------------------------------------------ | ------------------------------------------------ | ------------------------------------------------ | ------------------------------------------------ | ------------------------------------------------ | ------ |
| 3.644                                            | 5.104                                            | 5.838                                            | 6.517                                            | 6.529                                            | 7.990                                            | 9.061                                            | 9.563                                            | 10.249                                           | 11.411                                           | 12.168                                           | 12.890                                           | 13.962                                           | 15.597                                           | 16.062                                           | 16.412                                           | 16.510                                           | 17.988                                           | 18.364                                           | 18.130                                           | 18.138                                           | 17.822 |

### Platja de Tavernes
La platja de Tavernes, situada a uns 5 km de la capital municipal i a 1 km de l'estació de rodalia RENFE de la línia C-1, és un nucli amb 1.627 habitants censats, dels quals 849 són hòmens i 778, dones. Però la població que arriba a tindre en estiu pot superar els 40.000 habitants a causa del turisme.
La platja té una longitud de 2 km i una amplària mitjana de 20. La platja disposa d'uns tres kilòmetres de litoral dividides entre la platja de la Goleta i la platja de Tavernes ambdues unides per un canal.

## Economia
Tavernes de la Valldigna és una població eminentment agrícola, on el cultiu de la taronja és clarament majoritari. La indústria del moble ocupava una gran part de la població activa de Tavernes, on destacaven les empreses de Tabervall (240 empleats el 2005) i Federico Giner (210 empleats). Altres indústries importants són Envases Grau (110) i Alpesa (70), empreses dedicades a la fabricació de caixes de cartó, així com Asfaltos Chova (90).

### Agricultura
Com s'ha dit, el cultiu de cítrics ocupa pràcticament tota l'activitat agrària de Tavernes, però, òbviament, no sempre ha sigut així. A la vall, s'han conreat garroferes, oliveres, canyamel, blat... Però, a poc a poc, s'anà introduint i expandint el cultiu de la taronja. Als anys 60 del segle xx, encara es conreava arròs a les parts pròximes a les marjals, però este cultiu va entrar en crisi i fou substituït per tarongers i hortalisses, havent d'aterrar-se els terrenys en els quals es conreava, així com gran part de la marjal de la Safor i ullals (tot i que hi ha zones que no han pogut ser aterrades). El cultiu de l'arròs, en aquella època, requeria la presència d'unes construccions, anomenades sequers, destinades a deixar eixugar l'arròs. És per això que, actualment, hi ha un barri de Tavernes anomenat els Sequers, perquè, fa uns anys, la zona estava repleta d'estes construccions.
Tavernes ha sigut una ciutat on els magatzems de cítrics
han tingut gran importància en l'economia. En la segona meitat del segle xx, sorgiren grans magatzems de cítrics, però, a poc a poc, anaren desapareixent o traslladant-se a altres ciutats, i actualment queden amb un parell de magatzems menuts. També hi havia magatzems d'hortalisses i fraules (maduixes), del qual destacava Frestaber, actualment la producció de fraulots (maduixots) pràcticament ha desaparegut del terme.

## Transport

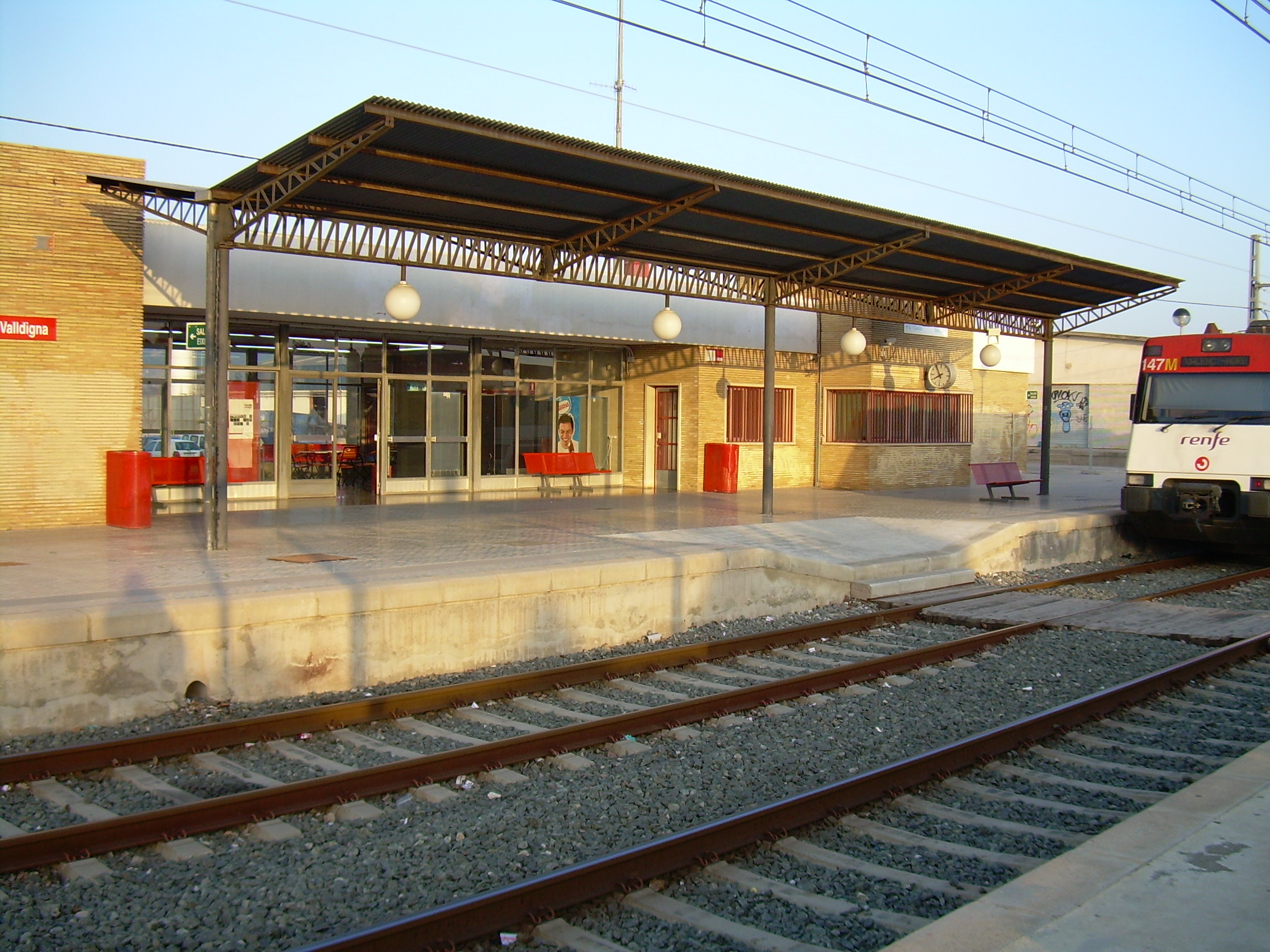
Estació de rodalia de Tavernes

Per la ciutat de Tavernes passa la carretera CV-50 Tavernes de la Valldigna-Llíria (construïda per allà l'any 1860), que acaba en la zona coneguda com a Borderia, enllaçant amb la N-332 Vera(Almeria)-València (que travessa el terme de nord a sud, en paral·lel a l'AP-7) i amb la carretera CV-603 (coneguda com la calçada), que arriba a la platja de Tavernes. Eixa última carretera es creua amb la CV-605 Natzaret-Oliva (el camí reial).
Tavernes disposa d'una estació de rodalia RENFE en la C-1 València-Gandia del nucli de València. Està situada a 1 km de la platja i a uns 2,5 km de la capital municipal. En dies laborables circulen trens cada 15 minuts en hora punta i cada 30 en les hores planes; en dies festius i dissabtes passen cada hora.
Abans hi havia una línia de ferrocarril que passava pel centre de la ciutat (pel passeig de Colom i passeig de Lepant) i l'unia amb Carcaixent per una part, i amb Gandia, Dénia i Alacant per l'altra. Fou la primera línia de via estreta construïda a l'Estat espanyol (1864). Dirigida inicialment pel marqués de Campo, el tram Gandia-Carcaixent es feia amb tracció animal, fins a l'any 1881, quan passà a ser de tracció a vapor. Després, la línia passà a ser gestionada per diverses companyies fins a arribar a FEVE l'any 1965. El tram Carcaixent-Gandia fou clausurat per deficitari en 1969 (en 1974, es tancaria el tram Gandia-Oliva-Dénia i el tram Dénia-Alacant estaria obert fins a l'actualitat gestionat per FGV). L'últim any del seu funcionament circulaven 7 trens diaris entre Carcaixent i Dénia, dels quals 4 continuaven sense necessitat de fer transbord a Dénia fins a Alacant. El trajecte sencer (Carcaixent-Alacant) es feia en unes 3 hores 40 minuts; el tram Carcaixent-Tavernes en una mitja hora; i el tram Tavernes-Gandia en uns 20 minuts. Posteriorment, l'any 1973, s'inauguraria la prolongació del ferrocarril d'ample ibèric Silla-Cullera fins a Gandia, utilitzant part de l'antic traçat. Inicialment, es pretenia construir la nova estació a Borderia, però s'optà definitivament per una ubicació més pròxima a la platja i apartada del poble. Esta línia ha anat augmentant la freqüència de servicis diaris des dels 12 l'any 1982, 32 l'any 1992 i els 44 de l'actualitat.
Hi ha un sistema d'autobús urbà que connecta la ciutat de Tavernes amb l'estació de RENFE i la platja. En l'època estival, la freqüència de pas és de cada 30 minuts als matins, i 60 minuts a la vesprada, mentres que la resta de l'any circulen 6 autobusos diaris. També hi ha alguns autobusos que la connecten diàriament amb Gandia, Benifairó de la Valldigna, Simat de la Valldigna, Xàtiva, Alzira i València, i altres que puntualment la comuniquen amb Madrid mitjançant els autobusos d'AutoRes.
Hi ha un carril bici que unix la platja amb l'estació de rodalia, tot i que no és del tot complet.

### Com arribar-hi[40]
Des de València (50 km):
per la carretera nacional N-332.
Per la carretera nacional (autovia) N-430 fins a Alzira. Després CV-50.
Per l'autopista AP-7 (eixida Favara/Cullera/Tavernes). Amb ferrocarril mitjançant els trens de rodalia RENFE de la línia C-1 Gandia-València.
Des d'Alacant (116 km):
per la carretera nacional N-332.
Per l'autopista AP7 (eixida Xeresa/Xeraco/Tavernes).
Des de Barcelona (416 km):
per l'autopista AP-7 o la carretera N-332.
Amb ferrocarril mitjançant els trens Euromed o regionals destinació València. Després, amb la línia de rodalia C-1.
Des de Madrid (400 km):
autovia A-3 (per València o per Albacete/Xàtiva). Amb ferrocarril mitjançant els trens Alaris o els trens regionals destinació València. Després, amb la línia de rodalia C-1.

## Gastronomia
A banda de la paella, són típics els plats que tenen com a base l'arròs, cuinat de diverses formes, entre els quals destaquen l'arròs al forn, l'arròs amb fesols i naps i els pebres farcits amb arròs. Altres plats típics són el putxero (olla de carn) amb pilota i les coques de mestall.
Hi ha plats molt arrelats a algunes èpoques de l'any. Per exemple, el divendres Sant en algunes cases es manté la tradició de cuinar arròs al forn amb mandonguilles d'abadejo i panses, així com els pepitos, uns panellets farcits de sofregit (pot ser amb carn, tonyina, ou, verdures...) i després fregits.
Quant a les postres, destaquen l'arnadí o caramull i les coques d'ametló (també conegudes com a coques cristines). El primer sol menjar-se a Pasqua i les segones a Nadal.

## Festes

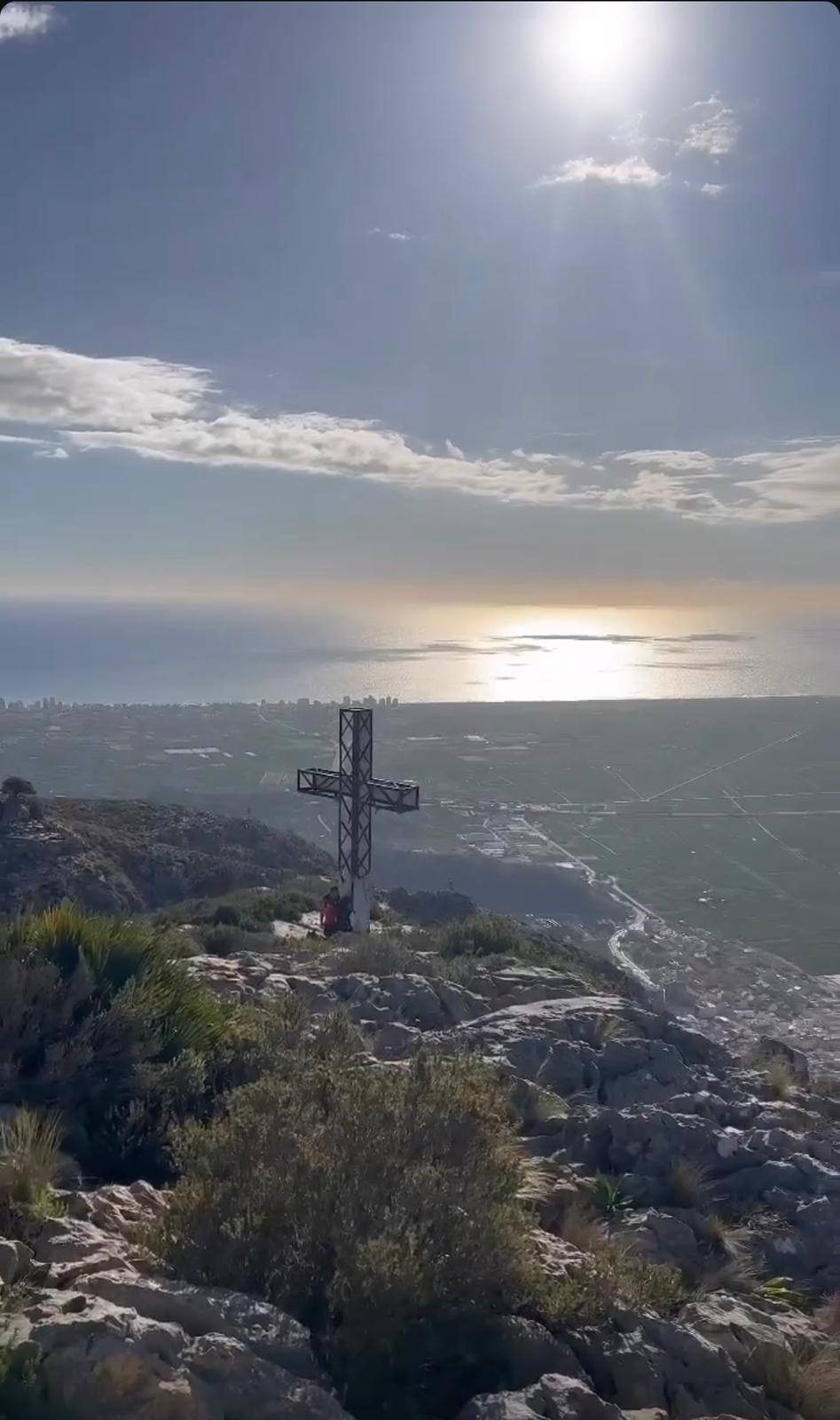
Muntanya de les Tres Creus, Tavernes de la Valldigna

- 5 de gener: Cavalcada dels Reis d'Orient. La cavalcada se celebra als carrers de la població per a acompanyar als Reis.[44]
- 17 de gener: Sant Antoni Abat (Sant Antoni del porquet). Festa en honor al patró dels animals, per això té lloc la benedicció dels animals. Una vegada cau la nit, s'encén una foguera al passeig del País Valencià.[45]
- 15 de març: Dia de la Valldigna. Es commemora la fundació del monestir de Santa Maria de la Valldigna, el qual està situat al poble veí de Simat de la Valldigna. La nit de la vespra es du a terme la trobada dels quatre pobles. Cada municipi de la Valldigna ix del seu poble i tots plegats es troben a alguns cops al monestir o a la població de Benifairó de la Valldigna.[46]
- 15 al 19 de març: Falles. Tavernes compta amb sis comissions falleres, Falla Portal de Valldigna (1976), Falla Cambro (1979), Falla la Via (1981), Falla la Dula (1984), Falla Passeig (1985) i la Falla Prado (1987). Els dies 14-15 de març es té lloc la plantada de les falles, després el dia 17 es lliuren els premis a les diferents comissions falleres, l'endemà, el dia 18 té lloc l'ofrena a la Mare de Déu dels Desemparats. Tot finalitza el dia de Sant Josep, el 19 de març és el dia en què té lloc la cremà.[47]
- Abril: Setmana Santa. les dates van canviant depèn de l'any, fixades per la data de Pasqua, és a dir, a partir de la primera lluna plena de primavera. A través d'actes, processons i activitats es recorda la passió, la mort i la resurrecció de Jesucrist.[48]
- 1 de maig. Aquest dia és tradició pujar a la muntanya de les Tres Creus.[49]
- 24 de juny: Sant Joan. Se celebra la nit del 23 de juny, on la gent s'ajunta a la vora de la mar i encenen fogueres. Sol anar acompanyat d'altres activitats, com els correfocs.[50]
- Juliol: Porrat de la Sang. Se celebra el segon dimecres del mes i l'acte té lloc al Clot de la Font on es duen a terme activitats de caràcter lúdic i cultural i la venda de productes típics. Aquesta tradició es remunta l'any 1860, on al poblat musulmà de l'Ombria tenia lloc un mercat d'estiu.[51]
- 23, 24 i 25 de juliol: Festa en honor a Sant Jaume. Primerament, era una fira de bestiar, però actualment és una fira d'atraccions. A banda, eixos dies també es realitzen diferents tipus d'activitats lúdiques, culturals i esportives.[52]

- 10 d'agost: Porrat de Sant Llorenç. La població puja en romeria fins a l'ermita de Sant Llorenç, situada als afores de la localitat, a la partida del Racó de Joana. Se celebren actes religiosos i un porrat.[53]
- Setembre: Festes patronals en honor a el Santíssim Crist de la Sang i a la Divina Aurora. Les festes comencen amb la baixada del Crist en processó des de l'ermita del Calvari fins a l'església de Sant Pere, uns dies després es realitza la pujada, el retorn de la imatge a l'ermita del Calvari.[54]
- 9 d'octubre: Diada Nacional del País Valencià. Es commemora que l'any 1238 el rei Jaume I entrara a la ciutat de València.[55]
- 28 al 31 de desembre: Festivern. El Festivern es va crear per a normalitzar la llengua valenciana i amb el desig de crear un lloc on música i cultura anaren agafats de la mà. Aquest festival té la característica que es celebre els últims dies de l'any, inclòs el 31 de desembre i les campanades, les quals tenen lloc a dins la carpa dels concerts. Per altra banda, a més dels concerts es celebren activitats paral·leles com concurs de paelles, xarangues, activitats esportives o correbars.[56][57]

## Costums
El joc de la pilota valenciana està molt arrelat a Tavernes. A més, la localitat ha sabut conservar molts dels balls i de les danses autòctons. Actualment, el Grup de Balls Populars La Vall de Tavernes continua promovent la conservació d'estos balls, entre els quals cal destacar el «ball de comptes per la de l'u», la «jota vallera» o el «bolero de Tavernes». Una altra dansa d'esta població és la «dansa del vetlatori», que es ballava a la porta de la casa del difunt quan es moria un «mortitxol» o «albat» (un infant menor de set anys, que se suposava que, en no tindre encara ús de raó, es convertia automàticament en àngel i se n'anava al cel).

## Fills il·lustres
Juli Magraner i Marinas (Tavernes de la Valldigna 1841, ciutat de València 1905), fill del farmacèutic de la ciutat, fou metge i investigador.